# IPad (quarta generazione)
L'iPad di quarta generazione (commercializzato come iPad con display Retina o colloquialmente come iPad 4) è un tablet computer sviluppato e prodotto da Apple Inc. e presentato il 23 ottobre 2012.
Tra le principali innovazioni del prodotto vi sono l'aggiornamento del processore dual core con grafica quad-core Apple A6X e l'introduzione del connettore da 8 pin Lightning.
Anche questo modello è compatibile con la Smart Cover, custodia di protezione magnetica sviluppata dalla stessa Apple ed è commercializzato nei colori bianco e nero.

## Storia
L'"iPad con display Retina" viene presentato il 23 ottobre 2012 a San Jose. Insieme ad esso viene presentato anche l'iPad mini. Tim Cook, per la presentazione dell'iPad, lascia posto sul palco a Phil Schiller, che illustra le novità più importanti della nuova generazione del tablet. A ciò segue una breve demo di alcuni sviluppatori, riguardanti i videogiochi per iOS, che mostrano le prestazioni dei loro principali titoli sul nuovo iPad.
Il 29 gennaio 2013, dopo l'avvento di iOS 6.1, Apple annuncia che dal 5 febbraio 2013, saranno prodotti iPad da 128 GB.

## Hardware
Il dispositivo monta una versione potenziata del processore Apple A6, l'A6X, un dual core con grafica quad-core, che il produttore dichiara due volte più potente nell'esecuzione dei programmi rispetto al modello precedente Apple A5X.
Lo schermo è di tipo multi-touch widescreen lucido retroilluminato LED da 9,7", 2048x1536 pixel a 264 ppi (pixel per pollice) con tecnologia Retina, rivestito da un oleorepellente a prova di impronte, come per il precedente modello.
Possiede due fotocamere, una anteriore e una posteriore. Quest'ultima è una iSight da 5 megapixel, con zoom digitale 5x, in grado di eseguire registrazioni video Full HD (1080p) fino a 30 fps con audio, mentre quella frontale è da 1,2 megapixel, in grado di eseguire registrazioni video HD a 720p fino a 30 fps con audio. Sono disponibili le funzioni: "Tocca e metti a fuoco", Geotagging, Rilevamento dei volti (fino a 10) e BSI (Back Side Illumination). Il dispositivo è compatibile con FaceTime.
La batteria è in grado di fornire dieci ore di autonomia o un mese di stand-by ed è costituita da tre batterie litio-polimeri interne ricaricabili e non removibili da 42,5 wattora. L'iPad utilizza le reti Wi-Fi 802.11a/b/g/n a 2,4 GHz e 5 GHz e dispone della tecnologia Bluetooth 4.0. Il modello 4G inoltre supporta reti LTE, UMTS/HSDPA/HSUPA e GSM/EDGE e possiede il sistema A-GPS.

## Software
Con il dispositivo è stato pubblicato iOS 6 e, come l'iPad di terza generazione, ha la piena compatibilità con Siri, assistente virtuale di Apple introdotto per la prima volta sull'iPhone 4S.
Attualmente monta la versione di iOS 10.3.4.
Il supporto finisce a giugno 2017 quando, all'Apple WWDC 2017,  viene annunciato che non monterà la versione successiva.

## Critiche
Essendo stato lanciato solo sette mesi dopo il nuovo iPad, sono scaturite forti proteste da parte degli utenti aventi la precedente versione. Anche il lancio in "sordina", sotto l'ombra dell'iPad mini, ha fatto arrabbiare gli utenti; infatti, secondo essi, Apple era perfettamente a conoscenza delle proteste che sarebbero scaturite da questo lancio.